# Battle Tank
Garry Kitchen's Battletank — компьютерная игра в жанре танкового симулятора, выпущенная компанией Absolute Entertainment в 1990 году для игровой консоли Nintendo Entertainment System.

## Описание
Игра представляет собой танковый симулятор. Игроку необходимо выполнить несколько миссий, управляя танком изнутри кабины. На экране вид на поле боя перед танком, приборная панель, имеется возможность вывести на экран изображение с радара.
На танке установлено несколько видов вооружения: 150 мм пушка, миномёт, пулемёт калибра 12,7 мм и дымовая граната (пулемёт при слишком длинной очереди перегревается и не работает некоторое время). На каждом уровне (всего их десять) необходимо уничтожить вражеские танки, вертолёты и пулемётные гнёзда, обходя минные поля. В большинстве уровней после уничтожения целей на радаре необходимо разгромить особый объект (завод, док, ремонтная станция и тому подобное).